# Loris Guernieri
Loris Guernieri, né le 28 septembre 1937 à Ostiglia (Lombardie) et mort le 1er mars 2003 dans la même ville, est un coureur cycliste italien. Professionnel de 1959 à 1965, il a remporté le Tour de Sicile et une étape du Tour de Suisse.

## Palmarès
- 1957
  - 2e de la Coppa Mostra del Tessile
- 1958
  - Coppa Mostra del Tessile
- 1959
  - Tour de Sicile :
    - Classement général
    - 5e étape
- 1963
  - 2e étape du Tour de Suisse

## Résultats sur les grands tours

### Tour d'Italie
6 participations
- 1959 : abandon
- 1961 : abandon
- 1962 : 35e
- 1963 : 54e
- 1964 : 69e
- 1965 : 70e

### Tour de France
1 participation
- 1963 : 53e